# Farès Babouri
 (avril 2020).
Farès Babouri de Bougie [Fārìs Bābūrī al-Bidjāì], né à Béjaïa (Algérie), est écrivain, poète, formateur, traducteur, master coach personnel et professionnel et hypnothérapeute certifié (certification Psynapse Paris et National Guild of Hypnotherapist -NGH: New Hampshire, Etats-Unis, et Fédération Française d’Hypnose et Thérapies Brèves -FFHTB France)

## Œuvres
Farès Babouri de Bougie est l'un des poètes les plus connus d'Algérie; il est cité dans plusieurs anthologies comme :
- Chants et Complaintes du polygone par Mohamed Younsi (Écrits des Forges/Le dé bleu, 2002)
- Encyclopédie de la poésie algérienne de langue française 1930-2008, par Ali El-Hadj Tahar, (Ed. Dalimen, Algérie 2010)
- Galaxias, (un poemario de trece poetas), édité par La Nueva Asociación Canaria para la Edición, 2014)[1]

Il est notamment l'auteur de:
- La Hantise, nouvelle publiée dans le quotidien Horizon 2000 (Algérie), 1990,
- Le Jardin d'alcôve, poésies, éditions Le Fennec (Aïn-Temouchent, Algérie), 1994,
- Traduction commentée de la sourate Al-Fâtiha, Manâbir Al-Houda (Alger, منابر الهدى 1997)
- La Vraie Histoire d'un prêtre qui a embrassé l'islam de Kenneth L. Jenkins, alias Abdullah Al-Fârûq. Traduit de l'anglais, Abul Qasim Publishing House, Arabie Saoudite, 1998,
- Béjaïa, Beau livre, 2002, réédité en 2007 aux éditions Madani (Béjaïa, Algérie),
- L'Aloès, la plante qui guérit, de Marc Schweizer, Traduit en arabe, APB, Paris 2006[2].
- "La Poésie de Chinua Achebe", in Remembering Chinua Achebe, Ed. Djiman Kasimi, Université Houphouët Boigny, Côte-d'Ivoire, 2013.

- Comment l'islam peut changer votre vie et vous rendre heureux; coaching spirituel, Independently Published, 2020[3].

- Bougie, Paris et Nostalgie, Poésie, 2020, Farès Babouri/Independently published[3].
- Balsamine, Poésie, 2020, Farès Babouri/Independently published[3].
- Le Chant du flamant bleu, Poésie, 2020, Farès Babouri/Independently published[3].
- Errance Noire, Poésie, 2020, Farès Babouri/Independently published[3].
- Les 40 paroles prophétiques d'Annawawi, Traduit de l'arabe; commentaires et exercices, 2020, Independently published[3].
- Splendour in the Grass, Poetry, 2020, Independently published[3].
- El Tango Azul, poesia, 2020, Independently published[3].
- De l'estime de soi au changement. Se reprogrammer pour un avenir meilleur. Essai (Coaching), 2022, Independently published.
- Entre ergs et regs: Aphorismes, 2025, I.P. https://www.amazon.fr/Entre-ergs-Far%C3%A8s-Babouri-Bougie/dp/B0FB9LSQ9T/ref=sr_1_1?__mk_fr_FR=%C3%85M%C3%85%C5%BD%C3%95%C3%91&crid=2U0MZFCMS49P&dib=eyJ2IjoiMSJ9.hkHx09pfZYcTot7ML4isyw.LirFnH-c4HYMDobO7Hi5MFI7uxspHQa8SKvogxXfzGo&dib_tag=se&keywords=entre+ergs+et+regs&qid=1748859813&sprefix=enetre+ergs+et+regs%2Caps%2C72&sr=8-1
- Le Coaching réinventé: Réflexions clés et outils pour coachs et coachés, 2025, I.P. https://www.amazon.fr/Coaching-r%C3%A9invent%C3%A9-R%C3%A9flexions-outils-coach%C3%A9s/dp/B0FB99HGSX/ref=sr_1_1?__mk_fr_FR=%C3%85M%C3%85%C5%BD%C3%95%C3%91&crid=3Q4VUF0U1EBWL&dib=eyJ2IjoiMSJ9.E98At_70VrieiRaEVdM81dXUGogYL_X4gCiTuVZlVshnBhUyQIzkbKH4U9p1jTBt-BxvaQunzGjpmAgPUcN9gpZmW_9V_gyWDx8V3dU8KxeYlAGA5_rbeqaqgFHoqBTuqIxYU8L--sBP9mErKfumntVRpTOXq4YAo_5l1uu51H07qeoP05H5SEc51nQiKRUxBR-gzVGHiT_NlSME3VgMJPHhp5Ou3jPY-c7mHX7vz8V3UQdPL0wV0ET_rPJjINtRQb04ep2g49BAJ7IWiP0PGr0POwtzzqxOWhmE_dyQIWQ.Qo5XGytMF1IMRQcW-ViwlFK_yveaqNsDL0zqQbSy_EU&dib_tag=se&keywords=le+coaching+r%C3%A9invent%C3%A9&qid=1748859964&sprefix=le+coaching+r%C3%A9invent%C3%A9%2Caps%2C70&sr=8-1